# Fürstenwald
Fürstenwald est un ortsteil de la commune de Calden, situé dans le land de la Hesse et l’arrondissement de Cassel en Allemagne.

## Géographie
Fürstenwald possède une superficie de 604 hectares et se trouve à 11,5 km au nord-ouest de la ville de Cassel, à 7 km de Zierenberg et 12,5 km au sud de Hofgeismar. Le village est situé également au sud-ouest de Calden et au nord-est des collines de Hoher Dörnberg (de) et du chemin de fer reliant Cassel à Wolfhagen.
La réserve naturelle Habichtswald est située directement au Sud-Ouest de Fürstenwald. Fürstenwald est accessible en transport en commun par la ligne de RegioTram RT4.
Les autres ortsteil de la commune de Calden sont :
- Ehrsten
- Meimbressen
- Obermeister
- Westuffeln

## Démographie
| Années | Nombre d'habitations |
| ------ | -------------------- |
| 1585   | 39                   |
| 1747   | 40                   |
| Années | Nombre d'habitants   |
| 1895   | 367                  |
| 1939   | 534                  |
| 1961   | 762                  |
| 1970   | 844                  |
| 2011   | 1089                 |

## Histoire
Fürstenwald est recensé officiellement pour la première fois en 1332 sous le nom de Forstinwalde. En 1539 dans un livre de comptes, le village est mentionné sous le nom de Furstenwalt. Comme beaucoup de villages du nord de la Hesse, Fürstenwald a été touché par la guerre de Trente Ans et la reprise démographique fut lente.
Il ne reste à ce jour que peu de traces de l'architecture d'origine du village qui a été ravagé par un incendie en 1883.
Le premier avril 1972, Fürstenwald est rattaché à la commune de Calden alors qu’il dépendait de celle de Hofgeismar.

## Infrastructure

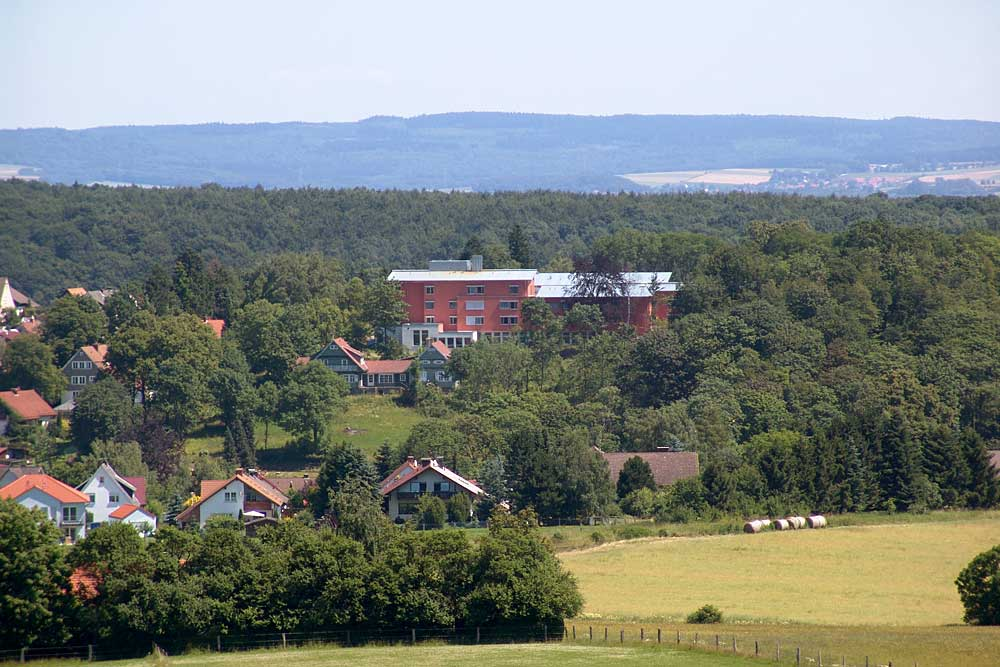
La clinique de Fürstenwald

Une clinique de traitement pour les addictions liées notamment aux drogues a été implantée en 1977. Elle était à l'origine destinée aux femmes avant de s'ouvrir plus tard aux hommes.